# 52261 Izumishikibu
52261 Izumishikibu è un asteroide della fascia principale. Scoperto nel 1982, presenta un'orbita caratterizzata da un semiasse maggiore pari a 2,9678658 au e da un'eccentricità di 0,1524635, inclinata di 14,00989° rispetto all'eclittica.
L'asteroide è dedicato alla scrittrice giapponese Izumi Shikibu.